# Вервей, Лео
Ге́рхард Хе́ндрик Леона́рд (Ле́о) Верве́й (нидерл. Gerhard Hendrik Leonard "Leo" Verweij; 24 мая 1894, Медан — ?) — нидерландский футболист, игравший на позиции полузащитника, выступал за клуб ХФК.
Один из четырёх братьев Вервей, выступавших за клуб ХФК.

## Биография
Герхард Хендрик Леонард, или просто Лео, родился 24 мая 1894 года в городе Медан на территории Голландской Ост-Индии.Отец — Герхард Хендрик Леонард Вервей, был родом из Девентера, мать — Жаннетте Лос, родилась в Блокзейле. Он был третьим ребёнком в семье из пяти детей. У него были братья Абрахам Йохан, Адриан, Бернард Виллем Ян и сестра Корнелия Элизабет (умерла в возрасте 10 лет). Глава их семейства был фабрикантом, имел табачные плантации на Суматре, позже был директором фабрики «Droste & Co.» по производству шоколада в Харлеме, а в 1908 году основал компанию «Keur & Sneltjes» (ныне «Cavex Holland BV») по производству стоматологической продукции.
В Харлеме вместе с братьями Лео начал играть за местный футбольный клуб ХФК. Его дебют состоялся в сезоне 1911/12. Дважды становился обладателем Кубка Нидерландов. В сезоне 1914/15 вместе с Нико Бауви и Франсом де Клерком составлял отличную линию полузащиты. Вызывался в сборную Нидерландов, но в матче против Дании остался в запасе. На три года уезжал в Голландскую Ост-Индию, а после возвращения возобновил карьеру в ХФК.
В 1936 году у него родился дочь Рина Леонора.

## Достижения
- Обладатель Кубка Нидерландов (2): 1912/13, 1914/15